# فرانکی میونیز
فرانسیسکو جیمز «فرانکی» میونیز چهارم (به انگلیسی: Francisco James "Frankie" Muniz IV) (زادهٔ ۵ دسامبر ۱۹۸۵) بازیگر، موزیسین و در عین حال راننده ماشین مسابقه است. بیشتر شهرت او به خاطر نقشش در سریال دنیای مالکوم، سریالی خانوادگی از کانال فوکس است. در سال ۲۰۰۳ به عنوان یکی از پولسازترین بازیگران نوجوان هالیوود برگزیده شد.
او در سال ۲۰۰۸ پا به مسابقات رانندگی گذاشت و در قهرمانی آتلانتیک شرکت کرد.

## زندگی شخصی
فرانکی پدری پورتوریکویی و مادری ایتالیایی که اصلیتش ایرلندی ست دارد. خواهرش بزرگترش کریستینا است. او استعدادش را در ۸ سالگی در یک شوی محلی به نام سرود کریسمس کشف کرد. کمی بعد از آن پدر و مادرش از هم جدا شدند و او مجبور شد تا به بربنک کالیفرنیا برود تا با مادرش زندگی کند.
پس از چند نقش در پیام‌های بازرگانی در تله فیلم رقص با اولیویا در سال ۱۹۹۷ نخستین بار وارد بازیگری شد. بلافاصله در همان سال در فیلم آنچه مردِ ناشنوا شنیده بازی کرد و پس از آن نقشی کوچک در پیدا و پنهان او را به نقشش در دنیای مالکوم سوق داد.

## دوران بازیگری
کانال فوکس در ۹ ژانویه ۲۰۰۰ سریال دنیای مالکوم را به روی آنتن برد و این باعث تابه گفته سایت این سریال، در اولین قسمت ۲۳ میلیون بیننده پیدا کند و در دومین قسمت به ۲۶ میلیون بیننده برسد. میونیز در بیشتر قسمت نقش محوری و گویندهٔ سریال را بر عهده دارد. وی در سال ۲۰۰۱ نامزد جوایز امی شد و با ایفای نقشش در این سریال به افتخار جایزه ستاره جوان هالیوود ریپورتر نائل شد.
در حین کار در این سریال در سریال‌های دیگری چون لیزی مک گوئیر، سابرینا جادوگر نوجوان و مد تی وی به عنوان بازیگر میهمان وارد شد.
اولین کارهای برجسته‌اش در یک فیلم، به فیلم فرار سگِ من بر می‌گردد که در همان آغاز سریال دنیای مالکوم به بازار آمد. سال ۲۰۰۰ همچنین در چند ویدئو گیم با صدای خود حضور داشت. در ادامه در سال بعد نقش یک شخصیت کارتونی را در دکتر دولیتل ۲ را دوبله کرد.

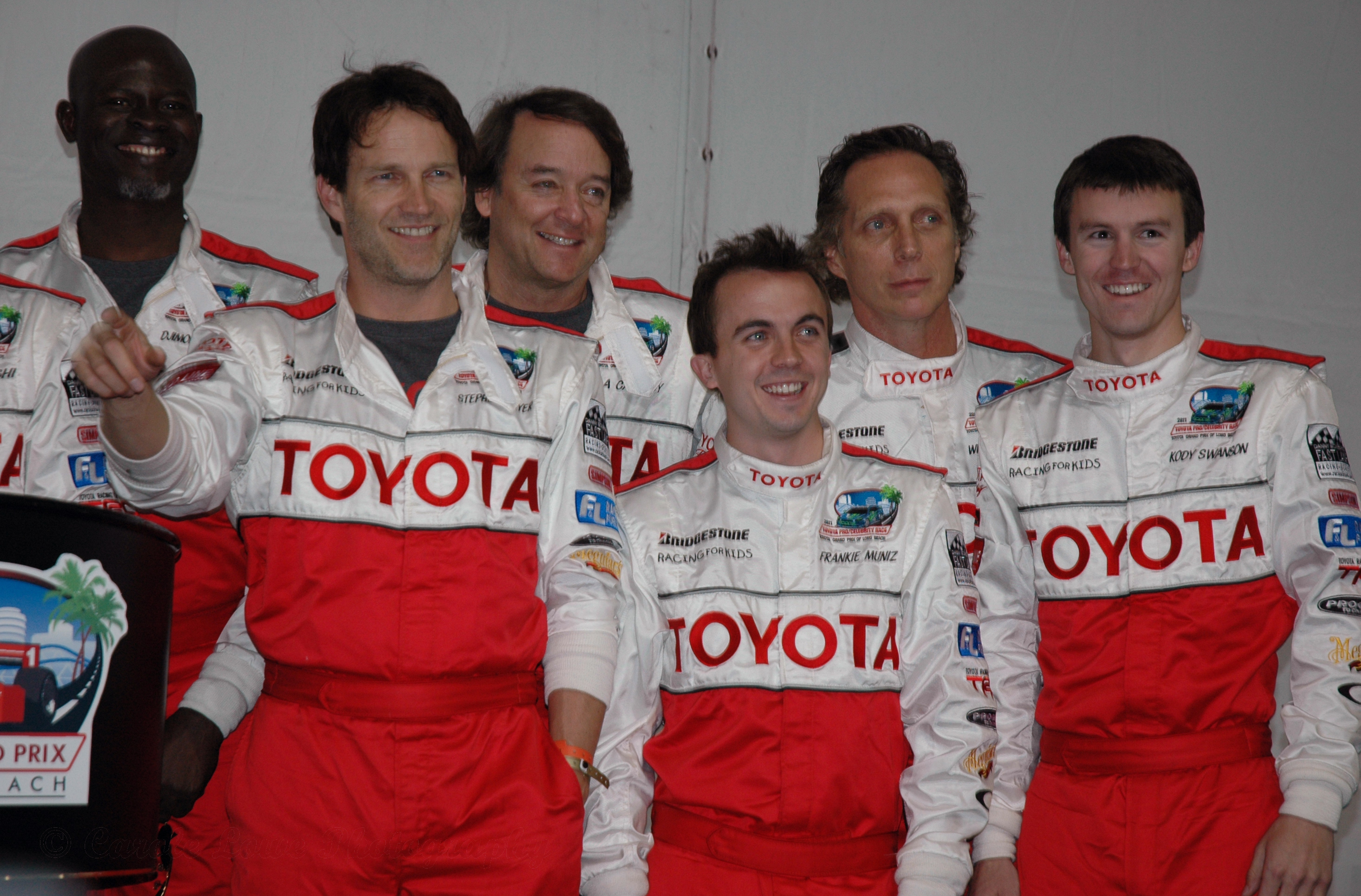

فارغ از فیلم‌هایی که بازی کرد، در برنامه معروف کانال ام تی وی، دست انداختن یا همان پانکد با اجرای اشتون کوچر هم شرکت کرد. جایی که اشتون با دزدی ماشینش او را سرِ کار گذاشت.
سری فیلم‌های مأمور کودی بانکس که در سالهای ۲۰۰۳ و ۲۰۰۴ به پرده سینما آمدند به ترتیب ۴۷ میلیون دلار و ۲۸ میلیون دلار فروش داشتند.
مونیوز هنرهای رزمی را آموخت و بیشتر صحنه‌ها را در فیلم خودش بازی کرد. او می‌خواست از یک بازیگر خردسال به یک بازیگر بزرگسال یا قابل احترام تبدیل شود.
دنیای مالکوم در ۱۴ می۲۰۰۶ به اتمام رسید و درست ۱۰ روز بعد از آن در فیلم ترسناکی با عنوان زنده بمان ظاهر شد. آن موقع بود که در ذهن فرانکی خطور کرد که از دنیای تجاری هالیوود فاصله بگیرد. علی‌رغم این فکر، او در می۲۰۰۶ در فیلمی که کمدی و دربارهٔ مسائل جنسی برای نوجوانان بود بازی کرد. شرکت فیلمسازی دایمنشن فیلم قرار بود فیلم خشن (به انگلیسی: Extreme Movie) را در سال ۲۰۰۷ منتشر کند. اما نهایتاً مستقیم بر روی دی وی دی در فوریه ۲۰۰۹ عرضه شد.

## فیلم‌شناسی
| سال       | عنوان                 | نقش                  | توضیحات                   |
| --------- | --------------------- | -------------------- | ------------------------- |
| ۱۹۹۷      | آنچه مردِ ناشنوا شنیده | سامی جوان            |                           |
| ۱۹۹۸      | شهر درهم پیچیده       | درک                  |                           |
| ۱۹۹۹      | گمشده و پیداشده       | پسر در فیلم تلویزیون |                           |
| ۲۰۰۶–۲۰۰۰ | دنیای مالکوم          | مالکوم               | سریال تلویزیونی           |
| ۲۰۰۰      | تیتوس                 | مشاور فورد           |                           |
| ۲۰۰۰      | معجزه بر سر راه       | جاستین یودر          | ساخت کانال دیزنی          |
| ۲۰۰۰      | فرار سگ من            | ویلی موریس           |                           |
| ۲۰۰۱      | والدین کاملاً عجیب     | چستر مک بادبت        |                           |
| ۲۰۰۱      | شیطان وحشی            | اسکوچ                |                           |
| ۲۰۰۱      | دکتر دولیتل ۲         | بچه خرس              | فقط صداگذاری              |
| ۲۰۰۱      | سیمپسون ها            | تیلینیوس             | قسمت «سه‌گانه اشتباه»      |
| ۲۰۰۲      | دروغگوی چاقالوی بزرگ  | جیسون شپرد           |                           |
| ۲۰۰۲      | لیزی مک گوئیر         | خودش                 | در اپیزود «لیزی در میانه» |
| ۲۰۰۳      | مأمور کودی بانکس      | کودی بانکس           |                           |
| ۲۰۰۳      | وابسته به تو          | دوست پسر چر          | در اپیزود «لیزی در میانه» |
| ۲۰۰۴      | مأمور کودی بانکس ۲    | کودی بانکس           |                           |
| ۲۰۰۵      | گورخر مسابقه          |                      |                           |
| ۲۰۰۶      | دنی روآن              |                      |                           |